# Vladimir Becić
Vladimir Becić (Brod na Savi, 1. lipnja 1886. – Zagreb, 24. svibnja 1954.), hrvatski slikar.

## Životopis
Studirao je pravo u Zagrebu, a slikarstvo je učio u privatnoj slikarskoj školi Mencija Klementa Crnčića i Bele Čikoša u Zagrebu (1904.), te Heinricha Knirra u Münchenu (1905.) gdje je od 1906. studirao na Akademie der Bildenden Künste. U klasi Huga Habermanna isticao se, uz Josipa Račića i Miroslava Kraljevića, suverenim načinom slikanja (Die kroatische Schule). U Parizu upisao Académie de la grande Chaumière (1909.) i crtao za časopis Le Rire, a kao dopisnik i ratni slikar i za L'Illustration (1915. – 18) na solunskom bojištu. 
Od 1919. do 1923. boravio je u Blažuju kraj Sarajeva, a zatim odlazi u Zagreb. Samostalno je u Zagrebu izlagao (prvi put 1910.), sudjelovao na izložbama Proljetnog salona i na međunarodnim izložbama u Rimu (1911.), Ženevi (1921.) i Veneciji (1938.). U Zagrebu predavao na Višoj školi za umjetnost i obrt (od 1924.) i na Akademiji likovnih umjetnosti (do 1947). S Ljubom Babićem i Jerolimom Mišom osnovao je Grupu trojice (1930.). 
Član HAZU od 1934. godine.
Njegovi najraniji radovi iz vremena münchenskog školovanja (Akt pred ogledalom, 1906.; Djevojka kod stola 1907.; Portret slikara Kraljevića, 1908.; Mrtva priroda, 1909.), s djelima Račića i Kraljevića čine kompleks hrvatske slikarske moderne, oni stilistički nose značajke tradicije i novoga, suvremenog münhenskog akademizma, Leiblova osebujnog realizma i maneovske rekapitulacije Goyina i Velasquezova slikarstva. Poslije će se približiti Cézanneu, a potom će naglašenim geometrijskim strukturiranjem motiva i voluminoznošću oblika ući u svoj neoklasicizam, što pokazuju Becićeva djela nastala u Osijeku (Klasija, 1911.) i u ranoj blažujskoj fazi (Autoportret, Igman, 1920.), nakon kojih počinje slikati figure (Akt u prirodi, Žetelica), portrete (Vera i Mira) naglašenih volumena, te geometrijski strukturirane krajolike (Planinski pejzaž, 1923.).
Tridesetih godina slika svjetlijom paletom pojačavajući kolorističke kontraste i osobitost svoga slikarskog rukopisa (Bosanski pejzaž, Šibenik, Ribar, Dječak s kukuruzom, Portret moje žene). U ratnim godinama češće radi mrtve prirode i portrete. Krležin portret (crtež tušem) izradio je u Blažuju 1930.
Prvi osvrt na Becićevo slikarstvo Krleža objavio je u eseju Uz slike Vladimira Becića (Hrvatska revija, 1929., 1) u kojem piše o njegovoj sklonosti modeliranju čistih volumena, o mrtvim prirodama i aktovim a, o njegovu portretu Miroslava Kraljevića iz 1908., o slikarskom sazrijevanju Račića, Becića i Kraljevića u münchenskoj i pariškoj umjetničkoj sredini, te o principima prema kojima su oni usmjerili razvitak suvremenoga hrvatskog slikarstva. U članku O Vladimiru Beciću (Hrvatska revija, 1931., 1) dao je više podataka o njegovu djelovanju analizirajući pojedine faze: münchensko-parišku (1905. – 10.), srbijansku (1912. – 18.), blažujsku (1918. – 23.) i zagrebačku (do 1930.), a pisao je i o pariškoj kritici koja je ismijavala Cézannea, o Becićevu cezannizmu i njegovoj »neoklasičnoj blažujskoj fazi«. Ta dva teksta Krleža je spojio u jedan i objavio ga pod naslovom O Vladimiru Beciću (Eseji. Knjiga prva, Zagreb 1932.) i u knjizi Eseji III (Zagreb 1963.), a tiskan je i u Likovnim studijama (Sarajevo 1985.) s ocjenom (iz 1929.) »da u našoj suvremenoj slikarskoj konfuziji (1921. – 28.) Becić stoji još uvijek kao ogroman i nesavladljiv slikarski početak. Poslije njega slikali su već mnogi i fantastičnije nego on i literarnije, dinamičnije i simboličnije i dekorativnije. Ali bolje, jedva itko.«

## Vanjske poveznice

### Mrežna sjedišta
- Katalog HAZU[neaktivna poveznica]
- Vladimir Becić, svjedok istine postojanja  Arhivirana inačica izvorne stranice od 11. kolovoza 2009. (Wayback Machine) Izložba, Adris grupa
- Vladimir Becić  Arhivirana inačica izvorne stranice od 24. rujna 2015. (Wayback Machine)
- Slika: Prizor iz rata  Arhivirana inačica izvorne stranice od 10. prosinca 2008. (Wayback Machine)
- Nedim Hasić: Vladimir Becić  Arhivirana inačica izvorne stranice od 14. veljače 2010. (Wayback Machine)